# Sexualitätsdispositiv
Sexualitätsdispositiv ist ein von Michel Foucault geprägtes Konzept, das einen strategischen Komplex aus diskursiven Praktiken und Techniken sowie Handlungen, Gegenständen und Klassifikationen beschreibt, mit denen sich Menschen über Sexualität definieren (Subjektbildung) oder definiert werden. Das Sexualitätsdispositiv lässt nachvollziehen, wie das Individuum von vornherein seine sexuellen Neigungen, Verhaltensweisen bzw. seine Lüste als Subjekt bestimmten Normen unterwirft, seine Sexualität kontrolliert, in bestimmten Formen klassifiziert (z. B. Heterosexualität, Homosexualität, Selbstbefriedigung), diese als gegeben akzeptiert oder andere Formen entsprechend ausgrenzt und wie in gleicher Weise Subjekte und ihre Sexualitäten Gegenstand entsprechender Diskurse, Zuschreibungen und Einordnungen – d. h. machtvoller Verhältnisse – werden.
Innerhalb Foucaults Theorie gesellschaftlicher Macht nimmt die Sexualität eine zentrale Position ein.
Das Sexualitätsdispositiv wirkt laut Foucault zudem nicht nur auf den Einzelnen, sondern steuert zugleich die Bevölkerung (Bio-Macht).

## Entstehung des Begriffs „Sexualitätsdispositiv“
Foucault entwickelt das Konzept des Sexualitätsdispositivs in seinem Werk Der Wille zum Wissen (1977). Damit wollte er sein Instrumentarium zur Analyse von Machtbeziehungen gegenüber herkömmlichen Modellen erweitern und verfeinern, um bestimmte Techniken, Praktiken, Verfahren und Beziehungen einer strategisch-produktiven Form der Macht mitdenken zu können. Somit bestehe die Möglichkeit, den Formen des „politische(n) Denken(s)“ seiner Zeit zu „entkommen“, die sich auf das „System von Souverän und Gesetz“ beziehen und davon „fasziniert“ seien.
Foucault erhebt Einwände gegen die Repressionshypothese, die er nicht als falsch bewerten möchte, diese sei vielmehr „in einer allgemeinen Ökonomie der Diskurse über den Sex anzusiedeln.“ Er möchte dagegen „das Regime von Macht – Wissen – Lust in seinem Funktionieren und in seinen Gründen“ untersuchen, die nicht durch einfache Ursache-Wirkungs-Ketten oder auf die Rückführung auf eine „große Macht“ erklärbar sind: 
„Anstatt all die infinitesimalen Gewaltsamkeiten gegen den Sex, alle wirren Blicke auf ihn und alle Hüllen, hinter denen man ihn unkenntlich macht, «der» einen großen Macht zuzuschreiben, soll die krebsartig wuchernde Produktion von Diskursen über den Sex in das Feld vielfältiger und beweglicher Machtbeziehungen getaucht werden.“

## Theoretisches Vorverständnis

### Der Begriff 'Dispositiv'
Ein Dispositiv besteht nach Foucault aus vielfältigen Regeln, Aussagen, Praktiken und Institutionen; es organisiert und steuert Machtbeziehungen, indem es Diskurse anregt, die ein bestimmtes Wissen hervorbringen, welches das Denken und Verhalten des Menschen zu sich selbst und zur Welt beeinflusst. Dieses Wissen fließt in das Dispositiv zurück (z. B. in der Beichte), was dafür sorgt, dass Macht in Wissen und Wissen in Macht umschlagen kann. Ein Dispositiv lässt sich so als Komplex von Bedingungen beschreiben, die dazu führen, dass bestimmte Aussagen als falsch oder wahr akzeptiert werden.

### Foucaults Machtverständnis
Gegenüber den äußeren Wirkungsweisen der Macht stellt Foucault die innere Durchdringung der Machtverhältnisse, die den Einzelnen zu einem Subjekt konstituiert, in den Vordergrund: „Gegenüber der Vorstellung einer repressiven, das Individuum und seine Sexualität einschränkenden Macht, die das, was sie unterdrückt, immer schon als gegeben voraussetzen muss, entwickelt Foucault ein polyzentrisches Modell einer das moderne Individuum und seinen Körper durchziehenden und konstituierenden produktiven Macht. Die Analyse der Macht ist folglich kein Selbstzweck, sondern zielt darauf ab, die Art und Weise zu untersuchen, in der und durch die das Individuum sich selbst in ein Subjekt verwandelt und als Subjekt einer 'Sexualität' erkennt und konstituiert“.

### Die zentrale Bedeutung der Sexualität
Die Sexualität dient nach Foucault in den gesellschaftlichen Machtverhältnissen zum einen der Disziplinierung der Körper und zum anderen der Regulierung der Bevölkerung (Bio-Macht). Sexualität besitzt hier die Funktion eines Scharniers, bei der sich diese beiden Formen der Macht (Disziplinierung des Körpers des Einzelnen und Regulierung der Bevölkerung) koppeln. Somit „wird die Sexualität als körperliches Verhalten konstituiert, das Disziplinierungstechniken zugänglich ist, anderseits werden ihr aufgrund der mit ihr in Verbindung gebrachten Zeugung biologische Prozesse der Bevölkerung zugeschrieben“. Das Dispositiv bildet dabei ein produktives Zusammenspiel aus diskursiven und institutionellen (nicht-diskursiven) Elementen.

## Das Konzept 'Sexualitätsdispositiv'

### Sprechen über den Sex – Diskurs und Diskursstrategien
Für seine Analyse von Machtbeziehungen reichen Foucault die an der Ökonomie ausgerichteten Methoden – etwa die des historischen Materialismus – nicht aus. Die Rede über den Sex berge nicht nur „ökonomische Effekte“ (Prostitution, Therapie-Klinik), sondern einen Diskurs, „in dem der Sex, die  Enthüllung der Wahrheit, die Umkehrung des Weltlaufs, die Ankündigung eines künftigen Tages und das Versprechen einer Glückseligkeit miteinander liiert sind“. Dieser Diskurs stütze die abendländische Form der Predigt: „Eine große sexuelle Predigt – die ihre scharfsinnigen Theologen und ihre populären Kanzelredner hat – durchzieht seit einigen Jahrzehnten unsere Gesellschaften, geißelt die alte Ordnung, denunziert die Heucheleien und besingt das Recht des Unmittelbaren und des Wirklichen; sie lässt uns von einem neuen Jerusalem träumen“.
Sexualität werde durch moderne Machtbeziehungen nicht unterdrückt, unterliege zugleich dennoch Verboten: Foucault betrachtet diese „als taktischen Bestandteil einer Diskursstrategie, den Sex moralisch akzeptierbar und technisch nützlich zu machen“. Die Verbote beeinflussen somit das Sprechen über Sex und verleihen ihm einen „Hauch von Revolte, vom Versprechen der Freiheit und vom nahen Zeitalter eines anderen Gesetzes“ (Foucault, 1979). Der Wunsch, über den Sex zu sprechen, wird nach Foucault durch das Suggerieren von Befreiung beeinflusst.
Insofern steht das Sprechen über den Sex im Mittelpunkt von Foucaults Machtanalyse. Um die dabei erzeugten Macht-Wissens-Beziehungen und Kräfte zu verstehen, steht für ihn nicht im Mittelpunkt, was über den Sex gesagt wird, sondern dass über den Sex gesprochen wird, wer und wo über den Sex spricht und wie das Gesagte gesammelt, archiviert und verbreitet wird. Damit legt er seine Blickrichtung auf die «Diskursivierung» und nicht auf die Positionen und Meinungen über den Sex, wie herkömmliche Machttheorien sie im Blick hatten.

### Macht, Wissen und Sexualität
Macht definiert Foucault sehr weit und engverbunden mit dem Wissen als „Wissens-Macht“. Sie bildet sich aus den verschiedenen Diskursen über den Sex (Sprechen über den Sex; Beichte; wissenschaftliche Beschäftigung mit Fragen der menschlichen Reproduktion, Diskurse über Fortpflanzung und Vererbung, Familie, Sexualität, aber auch psychoanalytische Verfahren) und bildet zusammen mit Institutionen (Universität, Kirche, Medizin, Psychiatrie) das Kontroll- und Steuerungsinstrument eines Wahrheitsdispositivs (Sexualitätsdispositiv).
Eine zentrale Bedeutung für die Entstehung dieser Wissen-Macht-Diskurse über den Sex hat dabei die «scientia sexualis», unter der Foucault die wissenschaftliche Beschäftigung innerhalb der europäischen Zivilisation mit dem Themenfeld Sexualität fasst.

### Fragestellungen
Mit Hilfe des Sexualitätsdispositivs wollte Foucault ein Instrumentarium zur Analyse gesellschaftlicher Machtverhältnisse entwickeln. Es gehe nicht darum, weshalb ein bestimmtes System oder eine staatliche Struktur es nötig habe, „ein Wissen über den Sex einzurichten [oder] wahre Diskurse über den Sex zu produzieren“. Es gehe auch nicht um die Frage, „welches Gesetz der Regelmäßigkeit des sexuellen Verhaltens und der Einheitlichkeit des Sprechens darüber zugrunde lag.“ Stattdessen geht es ihm für diese neue Analyseform um die Fragen:
- „Welches sind die ganz unmittelbaren, die ganz lokalen Machtbeziehungen, die in einer bestimmten historischen Form der  Wahrheitserzwingung (um den Körper des  Kindes, am Sex der  Frau, bei den Praktiken der Geburtenbeschränkung usw.) am Werk sind?“[1]
- „Wie machen sie diese Arten von Diskursen möglich und wie dienen ihnen umgekehrt diese Diskurse als Basis?“[1]
- „Wie wird das Spiel dieser Machtbeziehungen miteinander zur Logik einer globalen Strategie, die sich im Rückblick wie eine einheitlich gewollte Politik annimmt?“[11]

### Sexualität als »pathologisches Gebiet«
Als eine besondere Ausformung (mittels Diskursivierung) entsteht ferner ein »pathologisches Gebiet« der Sexualität.
Dadurch wird diese zugänglich für Kontrolle und Regulierung sowie für eine Unterscheidung von „normaler“ und „abweichender“ Sexualität. Damit ist es möglich, Sexualität für Institutionen wie Wissenschaft und Medizin sowie deren Experten zugänglich zu machen. Zwischen dem Experten und dem Individuum besteht eine Machtbeziehung. Die Differenzierung in „abweichend“ bietet die Möglichkeit des Eingriffs – z. B. durch Therapie – in die Sexualität: „Die Pathologie begründet erstens eine ständige Kontrolle und Regulierung der Sexualität und zweitens eine Differenzierung der Sexualität in eine »normale« und eine »abweichende« Sexualität. Die abweichende Sexualität wird u. a. dem Bereich der Medizin überantwortet, dort von Experten untersucht und schließlich therapeutischen und normalisierenden Interventionen unterzogen“.
Interventionen werden dabei vom Individuum als Selbstfindungsprozess, d. h. identitätsstiftend wahrgenommen, insofern die Sexualität nicht nur als Verhalten angesehen wird, sondern auch als Wesenskern des Individuums: „Diese Interventionen wirken umso effektiver, je mehr sie mit Selbstfindungsprozessen des Individuums verbunden werden. Diese Verbindung setzt voraus, dass die Sexualität innerhalb der Machtbeziehungen nicht nur als Verhalten des Individuums, sondern insbesondere als dessen Wesenskern betrachtet wird.“
Das Sexualitätsdispositiv als Netz von Machtbeziehungen zeigt sich beispielsweise im Gespräch mit den medizinischen Experten: „Die Gespräche mit den medizinischen Experten sind zum einen Bestandteil der medizinischen Diagnostik und Therapie, zum anderen eine Art Selbstfindungsprozess des Individuums. Wesentlicher Bestandteil dieses Selbstfindungsprozesses ist die Praxis des Geständnisses, in dem es zunächst überwiegend um die sexuellen Begehren der Individuen ging. Dem medizinischen Experten eröffnet sich in der Praxis des Geständnisses ein bis dahin verborgenes Wissen über die sexuellen Begehrlichkeiten, in denen fortan die Ursache für Abweichungen und Krankheiten gesehen werden. Die Individuen meinen weiterhin sich durch ihr Geständnis selbst zu erkennen. Dabei konstituieren sie sich im Prozess des Gestehens eine Identität.“
Das Geständnis ist vergleichbar mit dem Mechanismus der Beichte. So wie „durch den Akt des Sprechens mit einem Experten eine Art Läuterung suggeriert [wird], die zu ihrer Heilung beitragen soll. […] Durch die Praxis des Geständnisses werden die Technologien der Regulierung und Normierung mit den Machtwirkungen auf die Individuen verbunden; sie dringen quasi in die Individuen ein.“

## Rezeption und Wirkung
Der Wille zum Wissen (frz. La volonté de savoir), der erste Band von Foucaults Sexualität und Wahrheit, in dem Foucault das Sexualitätsdispositiv entwickelt, „gilt als einer der Gründungstexte der Gender und Queer Theory“ um Judith Butler.